# Gerhardt Katsch

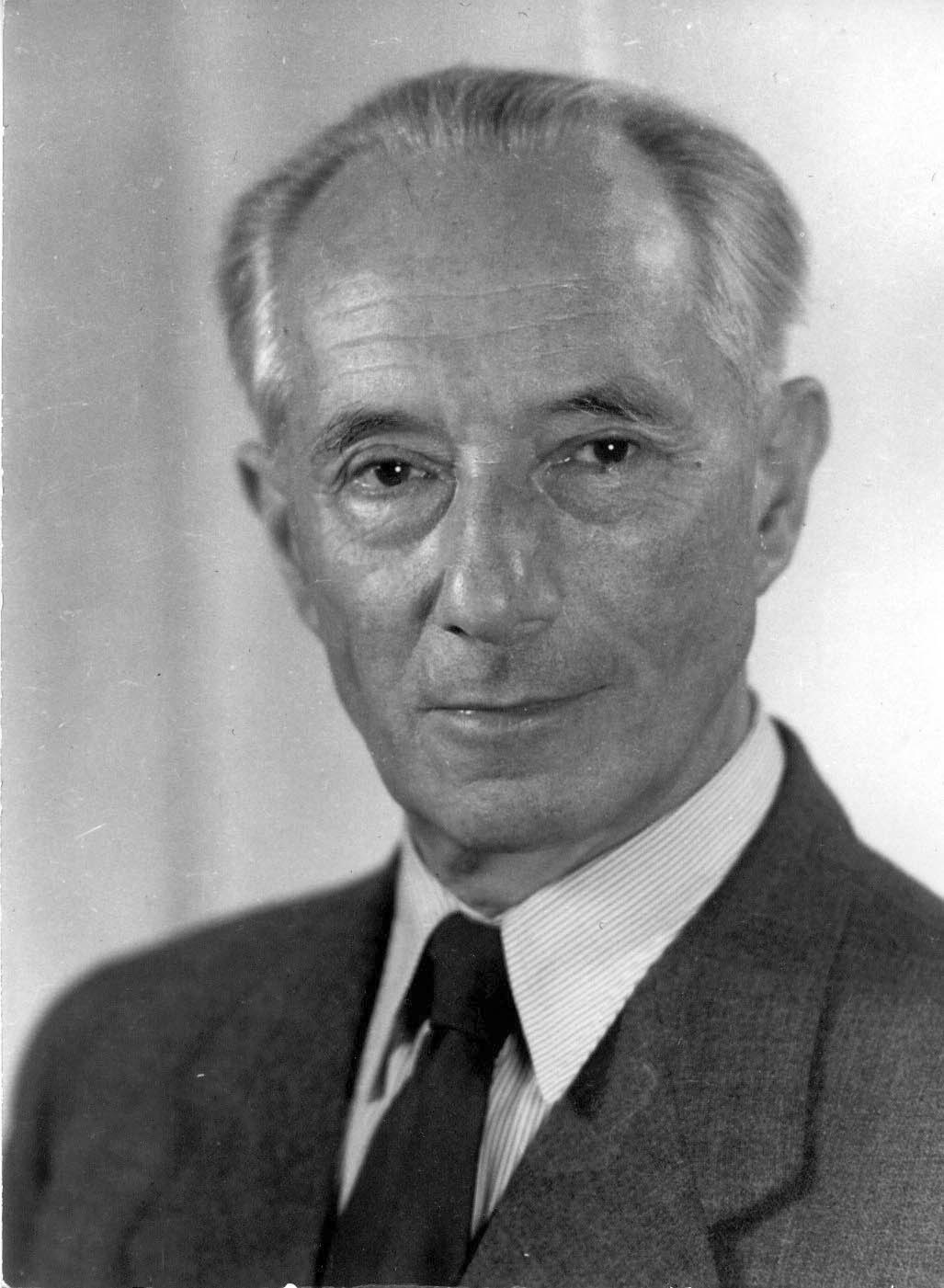
Gerhardt Katsch

Gerhardt Katsch (* 14. Mai 1887 in Berlin; † 7. März 1961 in Greifswald) war ein deutscher Internist und von 1928 bis 1957 Professor für Innere Medizin an der Universität Greifswald. Aufgrund seiner Initiative zur Einrichtung eines Heims für die klinische und sozialmedizinische Betreuung von Diabetikern im Jahr 1930 in Garz auf der Ostseeinsel Rügen, der ersten Einrichtung dieser Art in Deutschland, gilt er neben Oskar Minkowski und Karl Stolte als einer der Begründer der Diabetologie in Deutschland.

## Bedeutung
Als Leiter der Greifswalder Universitätskliniken und dienstältester Sanitätsoffizier in Greifswald war er Ende April 1945 mit Rudolf Petershagen an der kampflosen Übergabe der Stadt an die Rote Armee beteiligt. Nach dem Krieg leitete er bis zu seinem Tod das aus dem Garzer Heim entstandene Institut für Diabetes-Forschung und Behandlung in Karlsburg bei Greifswald, das eine der bedeutendsten klinischen und wissenschaftlichen Einrichtungen in der Deutschen Demokratischen Republik (DDR) war und nach seinem Tod als Institut für Diabetes „Gerhardt Katsch“ seinen Namen trug. Darüber hinaus gestaltete er in der Nachkriegszeit in Deutschland die Wiedereröffnung der Universität Greifswald wesentlich mit. 1954–1957 amtierte er als Rektor.
Aufgrund seines Wirkens als Arzt, Wissenschaftler und Hochschullehrer zählte Gerhardt Katsch zu den einflussreichsten Internisten seiner Zeit in Deutschland sowie zu den bedeutendsten Persönlichkeiten der Greifswalder Stadt- und Universitätsgeschichte im 20. Jahrhundert. Er wurde für seine medizinisch-wissenschaftlichen Leistungen unter anderem in die Deutsche Akademie der Wissenschaften zu Berlin und die Deutsche Akademie der Naturforscher Leopoldina aufgenommen und erhielt für seine Verdienste um die Rettung von Greifswald verschiedene Ehrungen der Stadt und der Universität.

## Leben

Frühe Veröffentlichung (Altona 1913)

Gerhardt Katsch wurde 1887 als ältestes von vier Geschwistern in Berlin geboren. Sein Vater Hermann, Sohn des Kaufmanns Carl Wilhelm Alexander Katsch und der Caroline Andrée aus Nîmes, war Bühnenautor und Kunstmaler von Beruf. Seine Mutter Elisabeth (1864–1908), Tochter des Regierungsrats Ferdinand Beutner und der Olga Brachvogel, war Dramaturgin. Gerhardt Katsch besuchte das Französische Gymnasium in Berlin, das er am 30. August 1905 mit dem selten verliehenen Matura-Zeugnis „mit höchstem Prädikat“ abschloss. Im gleichen Jahr begann er ein Studium der Biologie, Physik und Philosophie an der Sorbonne in Paris. Von 1906 bis 1911 studierte er dann Medizin, zunächst an der Universität Marburg und später aufgrund einer schweren Erkrankung seiner Mutter, die 1908 verstarb, in seiner Geburtsstadt Berlin. Nach seiner ärztlichen Prüfung am 24. Januar 1911 erhielt er 1912 die Approbation als Arzt und promovierte am 22. Januar des gleichen Jahres am von Johannes Orth geleiteten Pathologischen Institut der Berliner Charité mit einer von Adolf Bickel betreuten Arbeit zur Magenbewegung. Zu den Ergebnissen seiner Dissertation und den zugrundeliegenden Methoden veröffentlichte er zusammen mit Bickel mehrere wissenschaftliche Publikationen. Anschließend wechselte er nach Hamburg, wo er bei dem Internisten Gustav von Bergmann, der ihn später rückblickend als seinen „besten Mitarbeiter“ und „bedeutendsten Schüler“ bezeichnete, von 1912 bis 1914 als Assistenzarzt und von 1914 bis 1917 als Oberarzt in Altona tätig war. Während dieser Zeit lernte er auch seine Frau Gräfin Irmgard von Holck (1893–1977) kennen. Der Heirat am 3. September 1917 folgte zwei Jahre später die Geburt des einzigen Sohnes Burchard (1919–1996).
Im Ersten Weltkrieg leistete er von Anfang August 1914 bis Ende Januar 1917 sowie Anfang August bis Ende November 1918 Militärdienst als Arzt beim Reserveinfanterieregiment 84, unter anderem in einem Lazarett in Lörrach, und wurde während der Schlacht an der Somme verwundet. Während seiner vorübergehenden Freistellung vom Kriegsdienst ließ er sich 1917 auf der Basis seiner bisherigen Veröffentlichungen und ohne gesonderte Habilitationsschrift an der Universität Marburg habilitieren. Er folgte dabei erneut Gustav von Bergmann, der ein Jahr zuvor nach Marburg gewechselt war, und war dort, nachdem er 1918 zum Titularprofessor ernannt worden war, bis 1920 als Oberarzt an der Universitätsklinik tätig. Im selben Jahr wechselte er, wieder zusammen mit Bergmann, nach Frankfurt am Main. Hier erhielt er 1921 eine außerordentliche Professur und blieb bis 1926 als Oberarzt an der Universitätsklinik. Anschließend übernahm er mit der Position des Chefarztes an der Medizinischen Klinik des Heilig-Geist-Hospitals in Frankfurt seine erste Leitungsposition. In Marburg und Frankfurt beschäftigte er sich mit Studien zu Erkrankungen und Untersuchungsmethoden an Magen, Darm und Bauchspeicheldrüse. Sein besonderes ärztliches und wissenschaftliches Interesse galt dabei schon früh dem Diabetes mellitus. Bereits ein Jahr nach der Entdeckung des Insulins durch Frederick Banting und Charles Best im Jahr 1921 begann er mit Untersuchungen zur klinischen Anwendung von Insulin zur Behandlung von Diabetikern.

### Berufung nach Greifswald

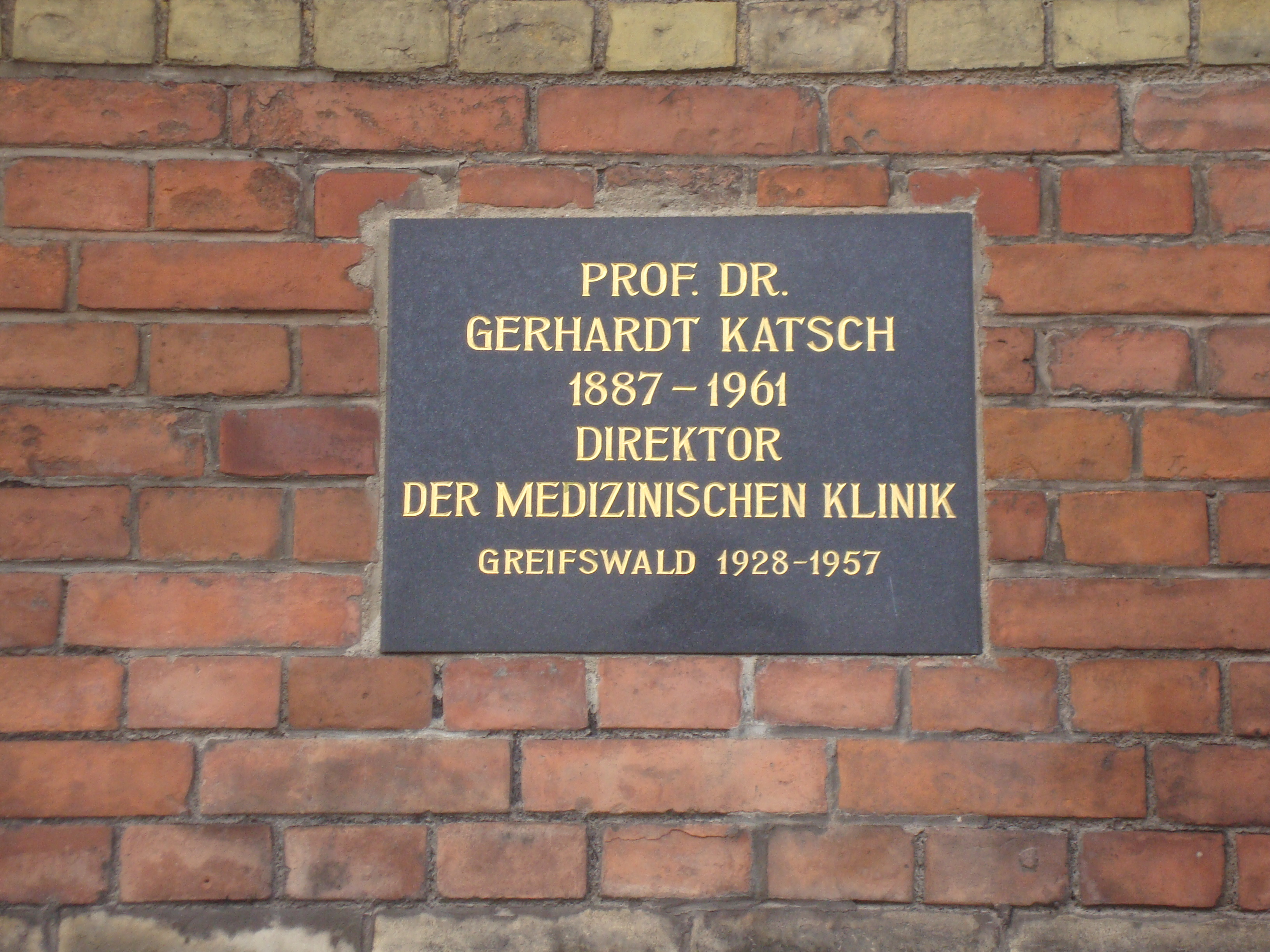
Gedenktafel für Gerhardt Katsch an der alten Chirurgischen Klinik in Greifswald

Der Anfang der 1937 erschienenen „Garzer Thesen“

1928 wurde Gerhardt Katsch als Direktor der Medizinischen Klinik und Professor für Innere Medizin an die Universität Greifswald berufen. Die Behandlung und Erforschung des Diabetes mellitus wurde dort zum bestimmenden Thema seines Wirkens bis zum Ende seines Lebens und damit ein Forschungsschwerpunkt seiner Klinik. Am 30. März 1930 erfolgte unter seiner Mitwirkung die Gründung der „Arndt-Stiftung Garz – Diabetikerheim“ und im gleichen Jahr des Deutschen Diabetiker-Bundes. Bereits am 1. September des gleichen Jahres nahm mit dem Diabetikerheim in Garz auf der Insel Rügen die erste Einrichtung zur sozialmedizinischen Betreuung von Diabetikern in Deutschland und Europa den Betrieb auf. Das Heim verfügte zur Eröffnung über 30 Plätze und war Vorbild für vergleichbare Einrichtungen wie beispielsweise ab 1938 in Kopenhagen. 1937 erschien mit den „Garzer Thesen“, die zu den bekanntesten Veröffentlichungen von Gerhardt Katsch zählen, eine der wichtigsten deutschsprachigen Programmschriften in der Frühgeschichte der Diabetologie. In dieser Schrift, mit der er erstmals seine Prinzipien zur Behandlung des Diabetes mellitus darlegte, postulierte er das Prinzip der „produktiven Fürsorge“ bei Diabetikern und lehnte deren Einstufung als „unheilbare Stoffwechselkrüppel“ ab. Seine Ansichten beruhten auf dem Grundsatz, dass ein Diabetiker bei optimaler Therapie aus Diät, Insulinzufuhr, körperlicher Tätigkeit und Schulung „voll arbeits- und genußfähig“ sein kann und somit nicht als krank, sondern als „bedingt gesund“ anzusehen sei.
Nach der Machtergreifung der Nationalsozialisten wurde Gerhardt Katsch im März 1933 Mitglied der paramilitärischen Veteranenorganisation Stahlhelm und durch deren Eingliederung in die SA rund ein Jahr später Oberscharführer der SA-Reserve. Unter Druck aufgrund von Spekulationen um jüdische Vorfahren in seiner Großelterngeneration wurde er im August 1934 förderndes Mitglied der SS. Darüber hinaus verlor er im Laufe der nächsten Jahre eine Reihe von jüdischstämmigen Oberärzten in seiner Klinik durch die zunehmende Judenverfolgung aufgrund des Gesetzes zur Wiederherstellung des Berufsbeamtentums. Für den seit 1929 an der Klinik tätigen Alfred Lublin, einen Schüler des bis 1909 in Greifswald und später in Breslau tätigen Internisten Oskar Minkowski, hatte er dabei erst zum 1. April 1933 dessen Einstellung als Oberarzt erwirkt. Als die Universität Greifswald Lublin zum 1. Oktober 1935 aus dem Lehrkörper strich, unterstützte Katsch, der mit Lublin eng verbunden war, dessen Bewerbung auf eine Professur in Ankara. Als diese erfolglos blieb, emigrierte Lublin nach Litauen und später nach Bolivien, von wo aus er bis zu seinem Tod 1956 in Verbindung mit Katsch blieb. 1938 unterstützte Gerhardt Katsch die Emigration seines Sohnes nach Mexiko.
Katsch beantragte am 24. Juli 1937 die Aufnahme in die NSDAP und wurde rückwirkend zum 1. Mai desselben Jahres aufgenommen (Mitgliedsnummer 4.865.153). Darüber hinaus trat er auch dem Nationalsozialistischen Lehrerbund bei, vermied jedoch eine Mitgliedschaft im Nationalsozialistischen Deutschen Ärztebund. In politischer Hinsicht setzte er sich mit Erfolg gegen Bestrebungen zur Ausweitung der nationalsozialistischen Rassenhygiene auf Diabetespatienten ein. Während des Zweiten Weltkrieges war er zeitweise beratender Internist im Militärsanitätsdienst für den Wehrkreis II (Stettin) und darüber hinaus ab 1940/1941 für alle Greifswalder Lazarette zuständig. Fronteinsätze absolvierte er von Ende November 1941 bis Ende März 1942 auf dem Balkan und von Anfang Mai bis Anfang November 1943 in der Ukraine.

### Leben nach dem Zweiten Weltkrieg

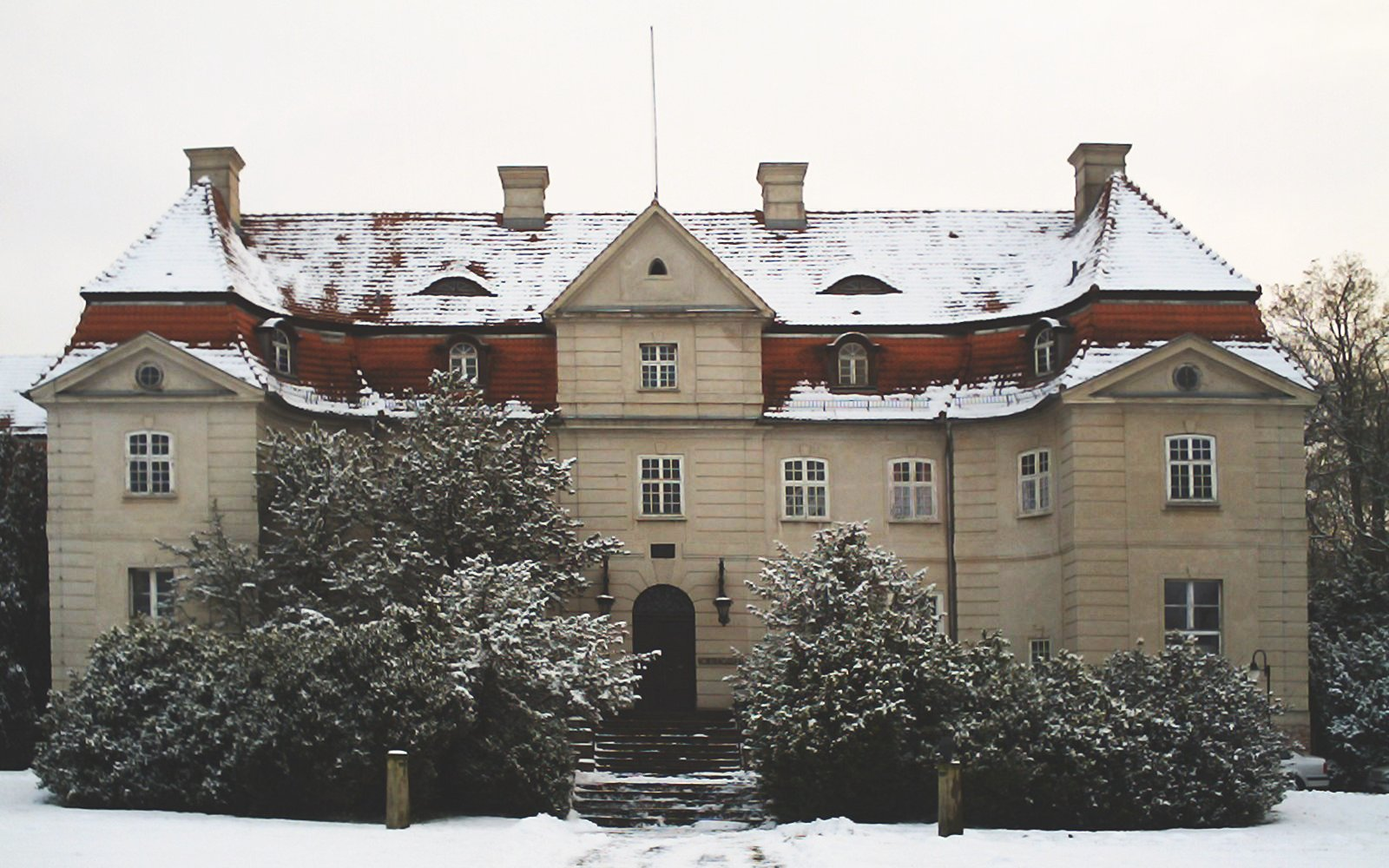
Das Schloss in Karlsburg, Sitz des von Katsch gegründeten Instituts ab 1947

In der Nacht vom 29. zum 30. April 1945 gehörte Gerhardt Katsch, zu dieser Zeit Leiter der Greifswalder Universitätskliniken und dienstältester Sanitätsoffizier in der Stadt, zusammen mit dem damaligen Rektor der Universität Carl Engel und dem stellvertretenden Stadtkommandanten Oberst Max Otto Wurmbach (1885–1946) zu einer Gruppe aus drei Parlamentären, die der anrückenden Roten Armee das Angebot zur Kapitulation und kampflosen Übergabe der Stadt Greifswald überbrachte. Mitte Oktober 1946 erhielt Katsch einen Ruf auf einen geplanten Lehrstuhl für Innere Medizin an der Universität Mainz, den er jedoch rund zwei Wochen später ablehnte. Auch eine Berufung an die Charité als Nachfolger seines ehemaligen Lehrers Gustav von Bergmann, der 1946 nach München gewechselt war, war Anfang 1947 von der Universität Berlin geplant. Im Mai 1947 erhielt Katsch nach eigenen Angaben jedoch vom Dekan der dortigen Medizinischen Fakultät eine Absage. Zwei Jahre nach Ende des Zweiten Weltkrieges wurde im Schloss Karlsburg im Ort Karlsburg in der Nähe von Greifswald das zweite Diabetiker-Heim unter seiner Zuständigkeit eingerichtet. Das inzwischen zu klein gewordene Heim in Garz blieb als Außenstelle insbesondere für die Betreuung von diabetischen Kindern in den Sommerferien erhalten. 1950 erhielt die Einrichtung in Karlsburg den Namen „Institut für Diabetes-Forschung und Behandlung“, zwei Jahre später wurden die Aktivitäten auch auf die experimentelle Diabetesforschung ausgeweitet. Auf der Insel Rügen wurde 1955 in Sellin die weltweit erste Schule speziell für diabetische Kinder und ein Jahr später ein entsprechendes Ferienlager eingerichtet.
In der Deutschen Demokratischen Republik (DDR) zählte Katsch zu den bekanntesten und einflussreichsten Ärzten und Wissenschaftlern. Im Jahr 1950 erhielt er aufgrund seiner Reputation einen sogenannten Einzelvertrag mit weitreichenden Kompetenzen und Privilegien. Dies betraf unter anderem ein Gehalt bei Lehrtätigkeit über den Ruhestand hinaus, Freizügigkeit bei Reisen zu Kongressen ins Ausland, Einreiseerleichterungen für seinen zu dieser Zeit in Mexiko lebenden Sohn, eine bevorzugte Literaturversorgung sowie die Leitung seines Instituts auf Lebenszeit. Trotz dieser Ausnahmestellung blieb er in der DDR parteilos. Von 1954 bis 1957 war er Rektor der Universität Greifswald. Anlässlich des 500-jährigen Jubiläums der Gründung der Universität setzte er sich, zum Teil mit Erfolg, in zwei Briefen an den damaligen DDR-Präsidenten Wilhelm Pieck für Greifswalder Studenten ein, die aus politischen Gründen verurteilt worden waren. 1957 wurde Gerhardt Katsch als Universitätsprofessor emeritiert. Direktor des Instituts in Karlsburg, das zur führenden Einrichtung in der DDR für die medizinische Betreuung von Diabetikern und zu einem der renommiertesten Forschungsinstitute des Landes geworden war, blieb er bis zu seinem Tod. Bei einem Aufenthalt in seinem Jagdhaus in Altstädten im Allgäu erlitt er einen Herzinfarkt, infolge dessen er im März 1961 in Greifswald starb. Sein Nachfolger wurde Gerhard Mohnike, der seit dem Ende seines Studiums im Jahr 1942 zunächst in Garz und später in Karlsburg zu den Schülern von Katsch zählte.

## Rezeption und Nachwirkung

### Wissenschaftliches und ärztliches Wirken

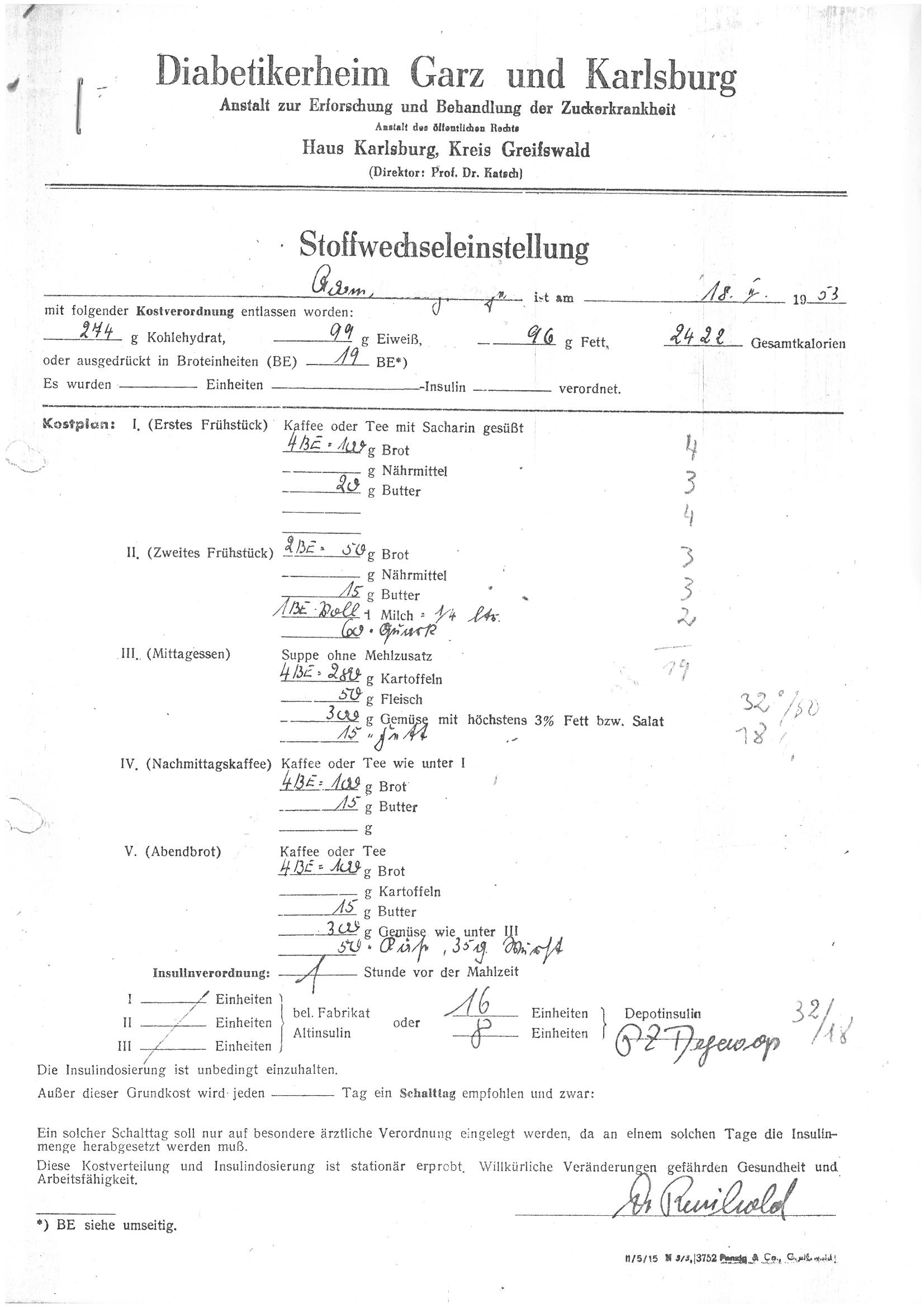

Gerhardt Katsch veröffentlichte im Laufe seiner Karriere rund 220 wissenschaftliche Publikationen. Er betreute mehr als 300 Doktoranden und 14 Habilitanden, von denen die meisten auf internistische Lehrstühle berufen wurden oder andere einflussreiche Positionen übernahmen. Damit zählte er als Wissenschaftler und Hochschullehrer zu den bedeutendsten Internisten seiner Zeit in Deutschland. Schwerpunkte seiner wissenschaftlichen Tätigkeit waren die Gastroenterologie, die Erkrankungen der Bauchspeicheldrüse und insbesondere der Diabetes mellitus. Im Bereich der Diabetesforschung widmete er sich dabei neben klinischen Fragestellungen wie der Wirkung verschiedener Insulinpräparate und den Effekten von Muskelarbeit vor allem metabolischen Aspekten wie den diabetesbedingten Störungen des Fettstoffwechsels. Auswirkungen auf die Behandlung des Diabetes sowohl zu seiner Zeit als auch für die spätere Entwicklung der Insulintherapie hatte dabei neben seinen „Garzer Thesen“ unter anderem die Kontroverse um die optimale Abstimmung von Insulingabe und Ernährung, die zwischen der von ihm sowie anderen Diabetologen vertretenen Lehrmeinung und den Ansichten des Kinderarztes Karl Stolte bestand. Stolte war bis 1945 Direktor der Kinderklinik der Universität Breslau gewesen, bevor er nach dem Ende des Zweiten Weltkrieges bis 1948 in gleicher Position an der Kinderklinik Greifswald wirkte und anschließend an die Universität Rostock wechselte, an der er bis zu seinem Tod im Jahr 1951 blieb.
Katsch vertrat dabei die aus der Behandlung von erwachsenen Diabetespatienten abgeleitete Meinung, dass die Ernährung an die Insulinwirkung anzupassen sei und damit bestimmten Einschränkungen unterliegen müsste. Er lehnte das von Stolte seit 1929 verfolgte Konzept der Anpassung der Insulindosierung an eine variable Ernährung („freie Kost“) ab.  Die von Katsch und der großen Mehrzahl der Diabetologen vertretenen Behandlungsprinzipien, basierend auf einem individuellen ärztlichen Diätplan bei ärztlich festgelegter täglich konstanter Insulindosierung, waren bis zum Beginn der 1970er Jahre in der Diabetestherapie dominierend. Stoltes Sichtweise, die sich vor allem aufgrund der kriegsbedingten Einschränkungen und dem späteren Mangel an geeigneten analytischen Möglichkeiten zur präzisen und einfachen Stoffwechselkontrolle zur damaligen Zeit nicht gegen die von Katsch vertretene Lehrmeinung durchsetzen konnte, wurde jedoch Grundlage der gegenwärtig praktizierten Basis-Bolus-Therapie.

### Würdigung und Erinnerung

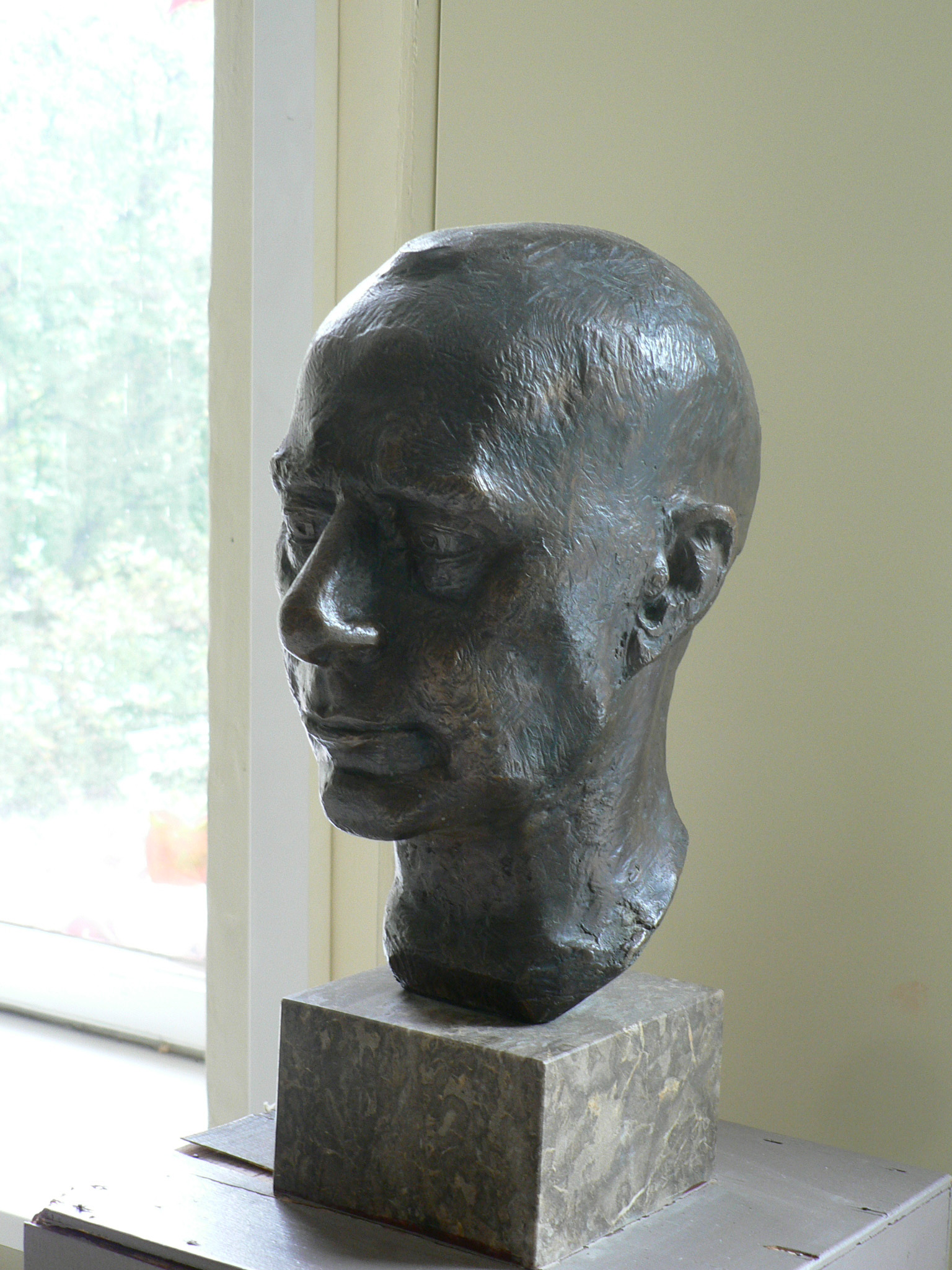
Büste von Gerhardt Katsch in der Medizinischen Klinik des Universitätsklinikums Greifswald

Das Wirken von Gerhardt Katsch fand insbesondere in der DDR in vielfältiger Weise Anerkennung. Im Jahr 1953 wurde er ordentliches Mitglied der Deutschen Akademie der Wissenschaften zu Berlin und 1955 Mitglied der Deutschen Akademie der Naturforscher Leopoldina. Zu seinen staatlichen Auszeichnungen zählten unter anderem die Verleihung der Ehrentitel Verdienter Arzt des Volkes (1951) und Hervorragender Wissenschaftler des Volkes (1956) sowie des Nationalpreises der DDR (1952). Er fungierte darüber hinaus mehrfach als Vorsitzender der Deutschen Internisten-Kongresse, die in der Regel in Wiesbaden stattfanden, sowie 1952 als Vorsitzender der Deutschen Gesellschaft für Gastroenterologie und Stoffwechselkrankheiten und 1953 der Deutschen Gesellschaft für Innere Medizin. Ausdruck seines internationalen Ansehens war beispielsweise seine Mitgliedschaft in mehr als zehn renommierten internationalen Internistengesellschaften, unter anderem in Belgien, Spanien, Frankreich, der Schweiz und Mexiko. Die Vereinigung Diabetes UK, die größte Organisation im Bereich Diabetes in Großbritannien, verlieh ihm 1958 den Banting Memorial Lecture Award, den entsprechenden Vortrag hielt er im gleichen Jahr während des Kongresses der International Diabetes Federation in Düsseldorf unter dem Titel „Zur bedingten Gesundheit des Diabetikers“.
In Anerkennung seiner Verdienste um die Rettung der Stadt Greifswald wurde er 1952 zu deren Ehrenbürger ernannt. Die Universität Greifswald verlieh ihm 1953 die Ehrensenatorwürde und vier Jahre später einen Ehrendoktortitel und die goldene Ehrenkette. Das Institut in Karlsburg trug nach seinem Tod ab 1961 mit der Umbenennung zum Institut für Diabetes „Gerhardt Katsch“ seinen Namen, ab 1972 hieß es Zentralinstitut für Diabetes „Gerhardt Katsch“. Im Rahmen der strukturellen Veränderungen in der Wissenschaftslandschaft der ehemaligen DDR nach der Deutschen Wiedervereinigung wurde der klinische Teil des Instituts als Klinikum Karlsburg privatisiert. Der Forschungsbereich kam 1992 zunächst an die Universität Greifswald, bevor 1996 die Ausgliederung eines Teilbereiches erfolgte, der seitdem als Institut für Diabetes „Gerhardt Katsch“ als außeruniversitäre Forschungseinrichtung besteht. Nach Gerhardt Katsch sind darüber hinaus Straßen in Wiesbaden und Greifswald benannt. Die Deutsche Diabetes-Gesellschaft verleiht seit 1979 jährlich eine Gerhardt-Katsch-Medaille an Menschen, „die sich besonders um das Wohl der Diabetiker verdient gemacht haben“.

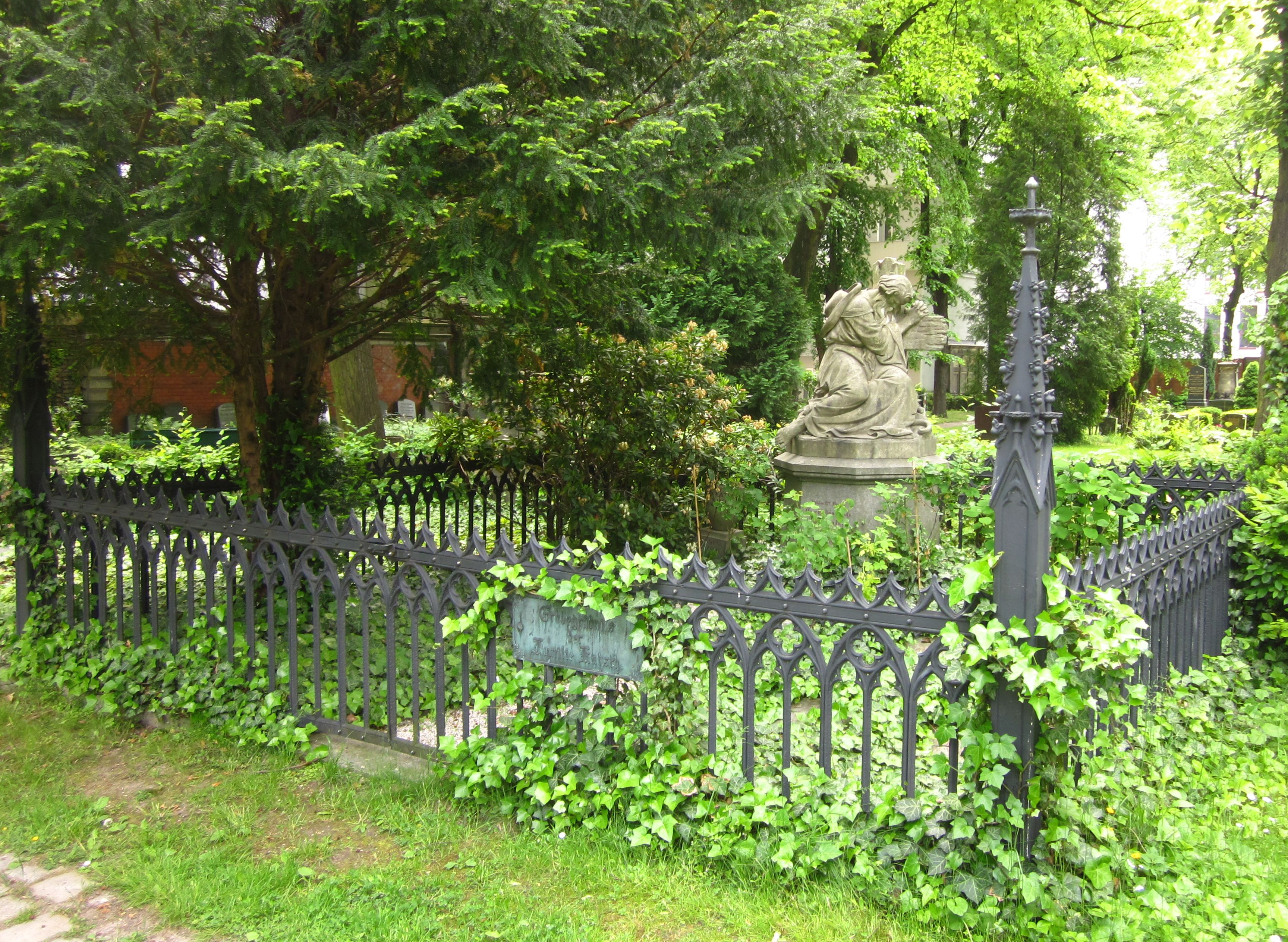
Familiengrab Katsch, Alter St. Matthäus-Kirchhof, Berlin

Über sein Leben und Wirken sind bisher drei medizinhistorische Dissertations- beziehungsweise Habilitationsschriften verfasst worden. Sein vor allem für die zeit- und milieugeschichtliche sowie universitätshistorische Forschung relevantes Tagebuch aus den Jahren 1946 und 1947, das nach dem Tod seiner Frau im Jahr 1977 ins Universitätsarchiv Greifswald gelangt war, wurde erstmals 2007 und ein Jahr später aufgrund von neu aufgetauchten Unterlagen aus der Zeit von September 1946 bis Januar 1949 in einer erweiterten Neuauflage veröffentlicht. Im Jahr 2008 erschienen weitere Tagebuchaufzeichnungen aus den Jahren 1914 und 1949, die in alten Bibliotheksbeständen der Greifswalder Universitätsklinik für Innere Medizin gefunden worden waren.
Die letzte Ruhestätte von Gerhardt Katsch befindet sich im Erbbegräbnis seiner Familie auf dem Alten St.-Matthäus-Kirchhof Berlin. Es wurde 1873 von seiner Großmutter erworben und ist mit einer Grabfigur von Rudolf Pohle geschmückt. Bestattet sind hier neben Gerhardt Katsch und seiner Frau unter anderem der Unternehmer Carl. W. Katsch (1813–1873), Antoinette Katsch (1832–1916), der Maler Hermann Katsch (1853–1924) und der Bildhauer Arnold Katsch (1861–1928).

## Werke
- Charles Darwin. Reihe: Hillgers illustrierte Volksbücher. Band 125. Hillger, Berlin und Leipzig 1909
- Garzer Thesen. Zur Ernährungsführung der Zuckerkranken. In: Klinische Wochenschrift. 16/1937. S. 399–403
- Die Arbeitstherapie der Zuckerkranken. T. Steinkopff, Darmstadt 1939
- Das Leib-Seele-Problem in medizinischer Sicht. Wichern-Verlag, Berlin 1951
- Über die vitale Tendenz zu reaktiven Überleistungen. Akademie-Verlag, Berlin 1954
- Der therapeutische Imperativ des Arztes. JF Lehmanns, München 1958
- Kurzgefasste Diagnostik der Pankreaskrankheiten. Enke, Stuttgart 1958
- Betrachtung über die Funktion der Keimblätter. Akademie-Verlag, Berlin 1959
- Aceton bis Zucker. Nachschlagebuch für Zuckerkranke. Sechste Auflage. VEB Georg Thieme, Leipzig 1970 (als Mitherausgeber)